# Sabine Gebetsroither

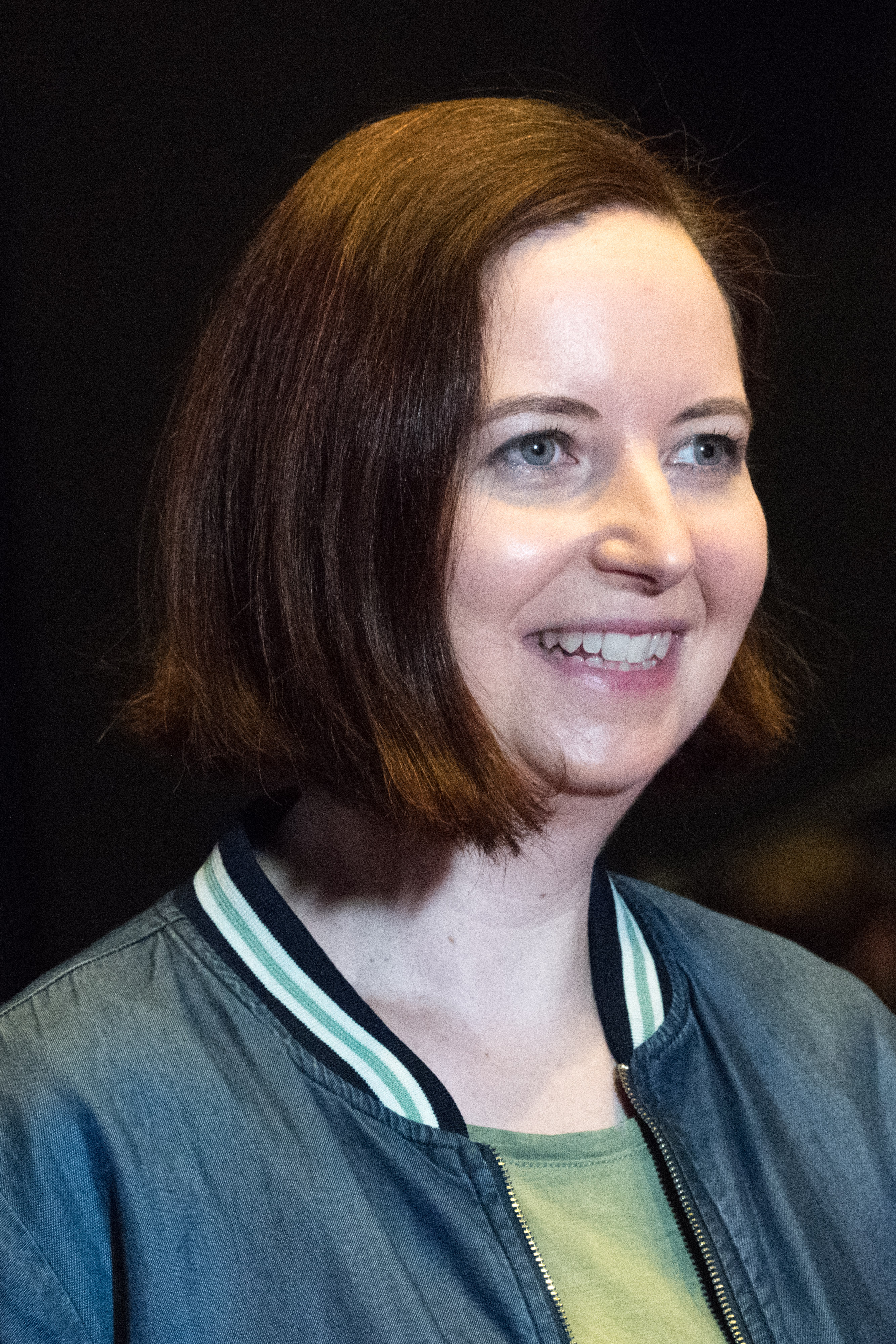
Sabine Gebetsroither (2022)

Sabine Gebetsroither (* 1977 in Wels) ist eine österreichische Kulturmanagerin und Co-Geschäftsführerin des Crossing Europe Filmfestivals Linz.

## Leben und Wirken
Sabine Gebetsroither studierte Philologie und Publizistik sowie Film und Kommunikationswissenschaft an der Universität Wien und der Universität Aarhus. Danach arbeitete sie für das Filmfestival Cottbus und das Reykjavík International Film Festival (RIFF). Für das Crossing Europe Filmfestival Linz ist Sabine Gebetsroither seit 2004 tätig. Sie absolvierte verschiedene Arbeitsbereiche vom Pressebüro über das Gästebüro, die Festivalorganisation bis zur Assistenz der Festivalleitung. 2021, nach dem Wechsel von Christine Dollhofer zum Filmfonds Wien, wurde sie gemeinsam mit Katharina Riedler zur Festivalleitung bestellt.
Bis 2021 war Sabine Gebetsroither Mitglied der Filmkommission des Landes Oberösterreich.